# Krigsmans erinran (pjäs)

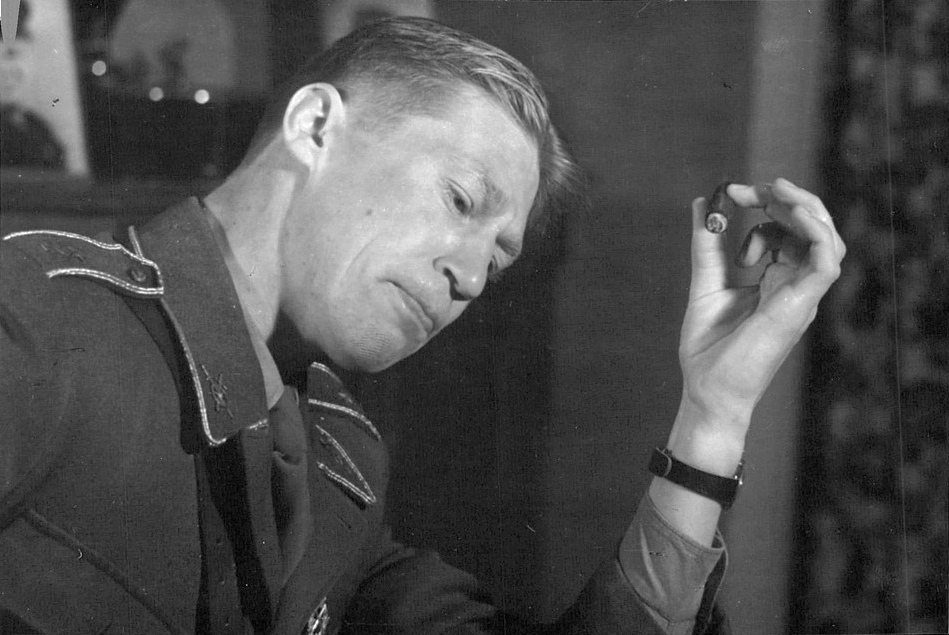
Anders Ek som Löfgren i Krigsmans erinran på Göteborgs stadsteater 16 september 1946.

Krigsmans erinran är en teaterpjäs av Herbert Grevenius.
Krigsmans erinran uruppfördes på Göteborgs stadsteater den 15 september 1945 i regi och med dekor av Knut Ström, rollen som Jocke Svensson spelades av Harry Ahlin, Sickan av Karin Kavli och Knut Löfgren av Anders Ek. Föreställningen fick bra recensioner och pjäsen uppfördes därefter på Blancheteatern den 4 januari 1947 i regi av Henrik Dyfverman med Elof Ahrle, Ester Roeck Hansen och Sigge Fürst i de ledande rollerna. Dyfverman överförde pjäsen till en radioteaterversion som sändes i april 1947. I teaterform har den även framförts av TV-teatern den 9 mars 1962 i regi av Willy Peters med Åke Grönberg, Margaretha Krook och Björn Gustafson i de tre huvudrollerna. Pjäsen filmades som dramafilm 1947 i regi av Hampe Faustman.

## Rollfigurer
- Jocke Svensson
- Sickan, hans kvinna
- Knut Löfgren, spårvagnsförare, furir
- Eva, Jockes och Sickans dotter
- Walterson, präst
- Svenne, Evas pojkvän
- Margit Andersson, sömmerska